# Grow
"Grow" er en sang af den surinamske sanger Jeangu Macrooy. Den skal repræsentere Holland ved Eurovision Song Contest 2020.